# Ausztrália az 1952. évi nyári olimpiai játékokon
Ausztrália a finnországi Helsinkiben megrendezett 1952. évi nyári olimpiai játékok egyik részt vevő nemzete volt. Az országot az olimpián 12 sportágban 81 sportoló képviselte, akik összesen 11 érmet szereztek.

## Érmesek
| Érem  | Versenyző | Sportág      | Versenyszám      |
| ----- | --- | ------------ | ---------------- |
| Arany | Marjorie Jackson | Atlétika     | Női 100 m        |
| Arany | Marjorie Jackson | Atlétika     | Női 200 m        |
| Arany | Shirley Strickland | Atlétika     | Női 80 m gát     |
| Arany | Lionel Cox Russell Mockridge                                                                                             | Kerékpározás | Tandem sprint    |
| Arany | Russell Mockridge | Kerékpározás | 1000 m időfutam  |
| Arany | John Davies | Úszás        | Férfi 200 m mell |
| Ezüst | Merv Wood | Evezés       | Egypárevezős     |
| Ezüst | Lionel Cox | Kerékpározás | Egyéni sprint    |
| Bronz | Shirley Strickland | Atlétika     | Női 100 m        |
| Bronz | Bob Tinning Ernest Chapman Nimrod Greenwood Merv Finlay Ted Pain Phil Cayzer Tom Chessell Dave Anderson Geoff Williamson | Evezés       | Nyolcas          |
| Bronz | Vern Barberis | Súlyemelés   | 67,5 kg          |

## Atlétika
Férfi
| Versenyző                                            | Versenyszám     | Előfutam | Előfutam | Előfutam | Negyeddöntő | Negyeddöntő | Negyeddöntő | Elődöntő      | Elődöntő      | Elődöntő      | Döntő         | Döntő         |
| Versenyző                                            | Versenyszám     | Idő      | Hely.    | Össz.    | Idő         | Hely.       | Össz.       | Idő           | Hely.         | Össz.         | Idő           | Helyezés      |
| ---------------------------------------------------- | --------------- | -------- | -------- | -------- | ----------- | ----------- | ----------- | ------------- | ------------- | ------------- | ------------- | ------------- |
| John Treloar                                         | 100 m           | 10,92    | 1.       | 6.       | 10,84       | 2.          | 6.          | 10,76         | 3.            | 4.            | 10,91         | 6.            |
| John Treloar                                         | 200 m           | 21,75    | 1.       | 5.       | 21,86       | 1.          | 9.          | nem ért célba | nem ért célba | nem ért célba | kiesett       | kiesett       |
| Edwin Carr                                           | 200 m           | 22,19    | 1.       | 22.      | 21,98       | 3.          | 14.*        | kiesett       | kiesett       | kiesett       | kiesett       | kiesett       |
| Edwin Carr                                           | 400 m           | 48,23    | 3.       | 10.      | kiesett     | kiesett     | kiesett     | kiesett       | kiesett       | kiesett       | kiesett       | kiesett       |
| Morris Curotta                                       | 400 m           | 48,87    | 2.       | 27.      | 48,86       | 4.          | 16.         | kiesett       | kiesett       | kiesett       | kiesett       | kiesett       |
| Don MacMillan                                        | 800 m           | 1:55,0   | 3.       | 29.*     |             |             |             | 1:58,4        | 8.            | 23.           | kiesett       | kiesett       |
| Don MacMillan                                        | 1500 m          | 3:52,30  | 4.       | 7.       |             |             |             | 3:50,81       | 3.            | 6.            | 3:49,77       | 9.            |
| John Landy                                           | 1500 m          | 3:57,14  | 5.       | 35.      |             |             |             | kiesett       | kiesett       | kiesett       | kiesett       | kiesett       |
| John Landy                                           | 5000 m          | 14:56,4  | 10.      | 31.      |             |             |             |               |               |               | kiesett       | kiesett       |
| Les Perry                                            | 5000 m          | 14:27,18 | 4.       | 14.      |             |             |             |               |               |               | 14:23,16      | 6.            |
| Les Perry                                            | 10 000 m        |          |          |          |             |             |             |               |               |               | nem ért célba | nem ért célba |
| Ray Weinberg                                         | 110 m gát       | 14,62    | 1.       | 4.       |             |             |             | 14,99         | 3.            | 6.            | 15,15         | 6.            |
| Ken Doubleday                                        | 110 m gát       | 14,65    | 1.       | 5.*      |             |             |             | 14,74         | 3.            | 5.            | 14,82         | 5.            |
| Ken Doubleday                                        | 400 m gát       | 55,4     | 3.       | 25.      | 1:00,2      | 6.          | 24.         | kiesett       | kiesett       | kiesett       | kiesett       | kiesett       |
| Bob Prentice                                         | Maraton         |          |          |          |             |             |             |               |               |               | 2:43:13,4     | 37.           |
| Claude Smeal                                         | Maraton         |          |          |          |             |             |             |               |               |               | 2:52:23,0     | 45.           |
| Don Keane                                            | 10 km gyaloglás | 46:55,2  | 5.       | 7.       |             |             |             |               |               |               | 47:37,0       | 10.           |
| Morris Curotta Edwin Carr Ray Weinberg Ken Doubleday | 4 × 100 m váltó | 42,38    | 5.       | 15.      |             |             |             | kiesett       | kiesett       | kiesett       | kiesett       | kiesett       |
| Ray Weinberg Morris Curotta Ken Doubleday Edwin Carr | 4 × 400 m váltó | 3:16,00  | 5.       | 13.      |             |             |             |               |               |               | kiesett       | kiesett       |

| Versenyző | Versenyszám   | Selejtező | Selejtező | Döntő    | Döntő    |
| Versenyző | Versenyszám   | Eredmény  | Helyezés  | Eredmény | Helyezés |
| --------- | ------------- | --------- | --------- | -------- | -------- |
| Pat Leane | Magasugrás    | 187 cm    | 25.       | 180 cm   | 24.***   |
| Pat Leane | Távolugrás    | 640 cm    | 24.       | kiesett  | kiesett  |
| Ian Reed  | Diszkoszvetés | 45,12 m   | 21.       | kiesett  | kiesett  |

| Versenyző | Versenyszám | 100 m | 100 m | Távolugrás | Távolugrás | Súlylökés        | Súlylökés        | Magasugrás       | Magasugrás       | 400 m            | 400 m            | 110 m gát        | 110 m gát        | Diszkoszvetés    | Diszkoszvetés    | Rúdugrás         | Rúdugrás         | Gerelyhajítás    | Gerelyhajítás    | 1500 m           | 1500 m           | Végeredmény   | Végeredmény   |
| Versenyző | Versenyszám | Idő   | Pont  | Eredmény   | Pont       | Eredmény         | Pont             | Eredmény         | Pont             | Idő              | Pont             | Idő              | Pont             | Eredmény         | Pont             | Eredmény         | Pont             | Eredmény         | Pont             | Idő              | Pont             | Pont          | Helyezés      |
| --------- | ----------- | ----- | ----- | ---------- | ---------- | ---------------- | ---------------- | ---------------- | ---------------- | ---------------- | ---------------- | ---------------- | ---------------- | ---------------- | ---------------- | ---------------- | ---------------- | ---------------- | ---------------- | ---------------- | ---------------- | ------------- | ------------- |
| Pat Leane | Tízpróba    | 11,82 | 623   | 522 cm     | 341        | nem állt rajthoz | nem állt rajthoz | nem állt rajthoz | nem állt rajthoz | nem állt rajthoz | nem állt rajthoz | nem állt rajthoz | nem állt rajthoz | nem állt rajthoz | nem állt rajthoz | nem állt rajthoz | nem állt rajthoz | nem állt rajthoz | nem állt rajthoz | nem állt rajthoz | nem állt rajthoz | nem ért célba | nem ért célba |

Női
| Versenyző                                                         | Versenyszám     | Előfutam | Előfutam | Előfutam | Negyeddöntő | Negyeddöntő | Negyeddöntő | Elődöntő | Elődöntő | Elődöntő | Döntő | Döntő    |
| Versenyző                                                         | Versenyszám     | Idő      | Hely.    | Össz.    | Idő         | Hely.       | Össz.       | Idő      | Hely.    | Össz.    | Idő   | Helyezés |
| ----------------------------------------------------------------- | --------------- | -------- | -------- | -------- | ----------- | ----------- | ----------- | -------- | -------- | -------- | ----- | -------- |
| Winsome Cripps                                                    | 100 m           | 12,18    | 1.       | 3.**     | 12,30       | 3.          | 11.*        | 12,16    | 2.       | 3.*      | 12,16 | 4.       |
| Winsome Cripps                                                    | 200 m           | 24,54    | 2.       | 4.       |             |             |             | 24,47    | 2.       | 3.       | 24,40 | 4.       |
| Marjorie Jackson                                                  | 200 m           | 23,73    | 1.       | 1.       |             |             |             | 23,59    | 1.       | 1.       | 23,89 |          |
| Marjorie Jackson                                                  | 100 m           | 11,86    | 1.       | 1.       | 11,84       | 1.          | 1.          | 11,75    | 1.       | 1.       | 11,67 |          |
| Shirley Strickland                                                | 100 m           | 12,20    | 1.       | 6.       | 12,28       | 3.          | 9.*         | 12,17    | 2.       | 5.*      | 12,12 |          |
| Shirley Strickland                                                | 80 m gát        | 11,24    | 1.       | 1.       |             |             |             | 11,16    | 1.       | 1.       | 11,01 |          |
| Shirley Strickland Verna Johnston Winsome Cripps Marjorie Jackson | 4 × 100 m váltó | 46,22    | 1.       | 1.       |             |             |             |          |          |          | 46,86 | 5.       |

| Versenyző      | Versenyszám | Selejtező | Selejtező | Döntő    | Döntő    |
| Versenyző      | Versenyszám | Eredmény  | Helyezés  | Eredmény | Helyezés |
| -------------- | ----------- | --------- | --------- | -------- | -------- |
| Verna Johnston | Távolugrás  | 558 cm    | 10.       | 574 cm   | 8.       |

* - egy másik versenyzővel azonos időt ért el

** - két másik versenyzővel azonos időt ért el

*** - három másik versenyzővel azonos eredményt ért el

## Birkózás
Szabadfogású
| Versenyző    | Versenyszám | 1. forduló                   | 2. forduló                        | 3. forduló                     | 4. forduló        | 5. forduló        | 6. forduló        | 7. forduló        | 8. forduló        | Helyezés |
| Versenyző    | Versenyszám | Ellenfél Eredmény            | Ellenfél Eredmény                 | Ellenfél Eredmény              | Ellenfél Eredmény | Ellenfél Eredmény | Ellenfél Eredmény | Ellenfél Eredmény | Ellenfél Eredmény | Helyezés |
| ------------ | ----------- | ---------------------------- | --------------------------------- | ------------------------------ | ----------------- | ----------------- | ----------------- | ----------------- | ----------------- | -------- |
| John Elliott | 62 kg       | Próspero Mammana (ARG) · 0-3 | Joe Henson (USA) · 1:52           | kiesett                        | kiesett           | kiesett           | kiesett           | kiesett           | kiesett           | 16.      |
| Dick Garrard | 67 kg       | Jack Vard (IRL) · 3-0        | Osvaldo Blasi (ARG) · 3-0         | Simotori Takeo (JPN) · 0-3     | kiesett           | kiesett           | kiesett           | kiesett           | kiesett           | 10.      |
| Bev Scott    | 73 kg       | Don Irvine (GBR) · 3-0       | Jean-Baptiste Leclerc (FRA) · 2-1 | Abdollah Mojtabavi (IRI) · 0-3 | kiesett           | kiesett           | kiesett           | kiesett           |                   | 9.       |
| Kevin Coote  | 87 kg       | Viking Palm (SWE) · 0-3      | Abbas Zandi (IRI) · 0-3           | kiesett                        | kiesett           | kiesett           | kiesett           |                   |                   | 10.      |

## Evezés
| Versenyző | Versenyszám              | Előfutam | Előfutam | Vigaszág | Vigaszág | Elődöntő | Elődöntő | Vigaszág | Vigaszág | Döntő   | Döntő   |
| Versenyző | Versenyszám              | Idő      | Hely.    | Idő      | Hely.    | Típus    | Idő      | Hely.    | Típus    | Idő     | Hely.   |
| --- | ------------------------ | -------- | -------- | -------- | -------- | -------- | -------- | -------- | -------- | ------- | ------- |
| Merv Wood | Egypárevezős             | 7:44,1   | 1.       |          |          | 8:02,5   | 2.       | 7:45,5   | 1.       | 8:14,5  |         |
| John Rogers Murray Riley                                                                                                 | Kétpárevezős             | 7:16,7   | 3.       | 7:03,0   | 1.       |          |          | 7:13,1   | 3.       | kiesett | kiesett |
| Don Palmer Vic Middleton                                                                                                 | Kormányos nélküli kettes | 8:06,4   | 1.       |          |          | 7:46,8   | 2.       | 7:50,5   | 3.       | kiesett | kiesett |
| Bob Tinning Ernest Chapman Nimrod Greenwood Merv Finlay Ted Pain Phil Cayzer Tom Chessell Dave Anderson Geoff Williamson | Nyolcas                  | 6:07,2   | 2.       |          |          | 6:44,5   | 3.       | 6:09,6   | 1.       | 6:33,1  |         |

## Kerékpározás

### Országúti kerékpározás
| Versenyző                                    | Versenyszám | Eredmény             | Helyezés      |
| -------------------------------------------- | ----------- | -------------------- | ------------- |
| Ken Caves                                    | Egyéni      | nem ért célba        | nem ért célba |
| Peter Nelson                                 | Egyéni      | nem ért célba        | nem ért célba |
| Jim Nevin                                    | Egyéni      | 5:22:33,6 (+16:30,2) | 35.           |
| Peter Pryor                                  | Egyéni      | 5:22:33,5 (+16:30,1) | 34.           |
| Peter Pryor Jim Nevin Ken Caves Peter Nelson | Csapat      | nem ért célba        | nem ért célba |

### Pálya-kerékpározás
| Versenyző                    | Versenyszám   | 1. forduló                                                    | 1. forduló | Vigaszág               | Vigaszág | Negyeddöntő                                             | Negyeddöntő | Vigaszág               | Vigaszág | Elődöntő                                                     | Elődöntő | Vigaszág               | Vigaszág | Döntő                                                          | Döntő |
| Versenyző                    | Versenyszám   | Ellenfelek Győztes idő                                        | Hely.      | Ellenfelek Győztes idő | Hely.    | Ellenfelek Győztes idő                                  | Hely.       | Ellenfelek Győztes idő | Hely.    | Ellenfelek Győztes idő                                       | Hely.    | Ellenfelek Győztes idő | Hely.    | Ellenfelek Győztes idő                                         | Hely. |
| ---------------------------- | ------------- | ------------------------------------------------------------- | ---------- | ---------------------- | -------- | ------------------------------------------------------- | ----------- | ---------------------- | -------- | ------------------------------------------------------------ | -------- | ---------------------- | -------- | -------------------------------------------------------------- | ----- |
| Lionel Cox                   | Egyéni sprint | Werner Potzernheim (GER) · Hernán Masanés (CHI) · 11,9        | 1.         |                        |          | Ray Robinson (RSA) · Stéphan Martens (BEL) · 12,5       | 1.          |                        |          | Cyril Peacock (GBR) · Szekeres Béla (HUN) · 11,6             | 1.       |                        |          | Enzo Sacchi (ITA) · Werner Potzernheim (GER) · 12,0            |       |
| Lionel Cox Russell Mockridge | Tandem sprint | Magyarország (HUN) · Schillerwein István · Furmen Imre · 11,4 | 1.         |                        |          | Dánia (DEN) · Jens Juul Eriksen · Olaf Holmstrup · 11,1 | 1.          |                        |          | Olaszország (ITA) · Antonio Maspes · Cesare Pinarello · 11,0 | 1.       |                        |          | Dél-afrikai Unió (RSA) · Ray Robinson · Tommy Shardelow · 11,0 |       |

| Versenyző         | Versenyszám     | Eredmény | Helyezés |
| ----------------- | --------------- | -------- | -------- |
| Russell Mockridge | 1000 m időfutam | 1:11,1   |          |

| Versenyző                                    | Versenyszám          | Selejtező | Selejtező | Negyeddöntő  | Negyeddöntő | Elődöntő     | Elődöntő  | Döntő        | Döntő     | Helyezés |
| Versenyző                                    | Versenyszám          | Idő       | Hely.     | Ellenfél Idő | Saját idő   | Ellenfél Idő | Saját idő | Ellenfél Idő | Saját idő | Helyezés |
| -------------------------------------------- | -------------------- | --------- | --------- | ------------ | ----------- | ------------ | --------- | ------------ | --------- | -------- |
| Jim Nevin Ken Caves Peter Nelson Peter Pryor | Csapat üldözőverseny | 5:11,1    | 17.       | kiesett      | kiesett     | kiesett      | kiesett   | kiesett      | kiesett   | 17.      |

## Műugrás
Férfi
| Versenyző      | Versenyszám        | Selejtező | Selejtező | Döntő   | Döntő    |
| Versenyző      | Versenyszám        | Pont      | Helyezés  | Pont    | Helyezés |
| -------------- | ------------------ | --------- | --------- | ------- | -------- |
| Ron Faulds     | Egyéni műugrás     | 59,90     | 24.       | kiesett | kiesett  |
| Francis Murphy | Egyéni műugrás     | 48,42     | 34.       | kiesett | kiesett  |
| Francis Murphy | Egyéni toronyugrás | 64,10     | 21.       | kiesett | kiesett  |

## Ökölvívás
| Versenyző       | Versenyszám  | Selejtező                       | Nyolcaddöntő               | Negyeddöntő             | Elődöntő          | Döntő             | Helyezés |
| Versenyző       | Versenyszám  | Ellenfél Eredmény               | Ellenfél Eredmény          | Ellenfél Eredmény       | Ellenfél Eredmény | Ellenfél Eredmény | Helyezés |
| --------------- | ------------ | ------------------------------- | -------------------------- | ----------------------- | ----------------- | ----------------- | -------- |
| Ron Gower       | Harmatsúly   | Henryk Niedźwiedzki (POL) · TKO | kiesett                    | kiesett                 | kiesett           | kiesett           | 17.      |
| Don McDonnell   | Pehelysúly   | Willi Roth (GER) · 1-2          | kiesett                    | kiesett                 | kiesett           | kiesett           | 17.      |
| Norman Jones    | Kisváltósúly | Viktor Mednov (URS) · TKO       | kiesett                    | kiesett                 | kiesett           | kiesett           | 17.      |
| Tony Madigan    | Középsúly    |                                 | Boris Silchev (URS) · 2-1  | Stig Sjölin (SWE) · 0-3 | kiesett           | kiesett           | 5.       |
| Carl Fitzgerald | Nehézsúly    |                                 | Horymír Netuka (TCH) · 0-3 | kiesett                 | kiesett           | kiesett           | 9.       |

## Öttusa
| Versenyző      | Versenyszám | Lovaglás | Lovaglás | Lovaglás | Vívás    | Vívás | Vívás | Lövészet | Lövészet | Úszás  | Úszás | Futás   | Futás | Összesen    | Összesen |
| Versenyző      | Versenyszám | Idő      | Pont     | Hely.    | Győzelem | Dupla | Hely. | Pontszám | Hely.    | Idő    | Hely. | Idő     | Hely. | Összes pont | Helyezés |
| -------------- | ----------- | -------- | -------- | -------- | -------- | ----- | ----- | -------- | -------- | ------ | ----- | ------- | ----- | ----------- | -------- |
| Forbes Carlile | Egyéni      | 10:14,2  | 100      | 13.      | 16       | 6     | 45.   | 180      | 21.      | 4:31,0 | 10.   | 16:25,2 | 34.   | 123         | 25.      |

## Súlyemelés
| Versenyző     | Versenyszám | Nyomás   | Nyomás   | Szakítás | Szakítás | Lökés    | Lökés    | Összesen | Helyezés |
| Versenyző     | Versenyszám | Eredmény | Helyezés | Eredmény | Helyezés | Eredmény | Helyezés | Összesen | Helyezés |
| ------------- | ----------- | -------- | -------- | -------- | -------- | -------- | -------- | -------- | -------- |
| Vern Barberis | 67,5 kg     | 105,0    | 1.***    | 105,0    | 6.**     | 140,0    | 2.**     | 350,0    |          |
| Fred Giffin   | 75 kg       | 107,5    | 7.*      | 100,0    | 15.***   | 127,5    | 16.**    | 335,0    | 15.      |
| Ken McDonald  | 90 kg       | 107,5    | 11.***   | 125,0    | 2.**     | 152,5    | 5.       | 385,0    | 6.       |

* - egy másik versenyzővel azonos eredményt ért el

** - két másik versenyzővel azonos eredményt ért el

*** - négy másik versenyzővel azonos eredményt ért el

## Úszás
Férfi
| Versenyző                                            | Versenyszám     | Előfutam | Előfutam | Előfutam | Elődöntő | Elődöntő | Elődöntő | Döntő   | Döntő    |
| Versenyző                                            | Versenyszám     | Idő      | Hely.    | Össz.    | Idő      | Hely.    | Össz.    | Idő     | Helyezés |
| ---------------------------------------------------- | --------------- | -------- | -------- | -------- | -------- | -------- | -------- | ------- | -------- |
| Garrick Agnew                                        | 400 m gyors     | 4:55,5   | 3.       | 25.      | kiesett  | kiesett  | kiesett  | kiesett | kiesett  |
| Garrick Agnew                                        | 1500 m gyors    | 20:03,8  | 4.       | 24.      |          |          |          | kiesett | kiesett  |
| John Marshall                                        | 1500 m gyors    | 19:09,2  | 2.       | 6.       |          |          |          | 19:53,4 | 8.       |
| John Marshall                                        | 400 m gyors     | 4:46,8   | 2.       | 11.      | 4:50,3   | 4.       | 15.      | kiesett | kiesett  |
| Rex Aubrey                                           | 100 m gyors     | 58,2     | 1.       | 6.*      | 57,8     | 2.       | 3.**     | 58,7    | 6.       |
| Frank O’Neill                                        | 100 m gyors     | 1:00,6   | 4.       | 28.*     | kiesett  | kiesett  | kiesett  | kiesett | kiesett  |
| Frank O’Neill                                        | 100 m hát       | 1:10,5   | 5.       | 21.*     | kiesett  | kiesett  | kiesett  | kiesett | kiesett  |
| John Davies                                          | 200 m mell      | 2:39,7   | 1.       | 7.       | 2:36,8   | 1.       | 1.       | 2:34,4  |          |
| David Hawkins                                        | 200 m mell      | 2:41,2   | 2.       | 11.      | 2:39,8   | 6.       | 10.      | kiesett | kiesett  |
| Rex Aubrey Frank O’Neill Garrick Agnew John Marshall | 4 × 200 m gyors | 9:01,4   | 3.       | 9.       |          |          |          | kiesett | kiesett  |

Női
| Versenyző        | Versenyszám | Előfutam | Előfutam | Előfutam | Elődöntő | Elődöntő | Elődöntő | Döntő   | Döntő    |
| Versenyző        | Versenyszám | Idő      | Hely.    | Össz.    | Idő      | Hely.    | Össz.    | Idő     | Helyezés |
| ---------------- | ----------- | -------- | -------- | -------- | -------- | -------- | -------- | ------- | -------- |
| Nancy Lyons      | 200 m mell  | 3:04,4   | 2.       | 13.      | 3:05,6   | 8.       | 15.      | kiesett | kiesett  |
| Marjorie McQuade | 100 m gyors | 1:07,9   | 2.       | 11.      | 1:08,2   | 7.       | 12.**    | kiesett | kiesett  |
| Denise Norton    | 100 m gyors | 1:11,8   | 5.       | 28.      | kiesett  | kiesett  | kiesett  | kiesett | kiesett  |
| Denise Norton    | 400 m gyors | 5:28,5   | 4.       | 14.      | 5:30,9   | 7.       | 14.      | kiesett | kiesett  |
| Judy-Joy Davies  | 400 m gyors | 5:21,2   | 3.       | 6.       | 5:25,6   | 6.       | 10.      | kiesett | kiesett  |

* - egy másik versenyzővel azonos időt ért el

** - két másik versenyzővel azonos időt ért el

## Vitorlázás
| Versenyző                                 | Versenyszám | Futam | Futam | Futam | Futam | Futam | Futam | Futam | Pontszám | Helyezés |
| Versenyző                                 | Versenyszám | 1     | 2     | 3     | 4     | 5     | 6     | 7     | Pontszám | Helyezés |
| ----------------------------------------- | ----------- | ----- | ----- | ----- | ----- | ----- | ----- | ----- | -------- | -------- |
| Peter Attrill                             | Finn dingi  | 507   | 293   | DNF   | 548   | 293   | DNF   | 372   | 2013     | 22.      |
| Barton Harvey Kevin Wilson                | Csillaghajó | 277   | 122   | 520   | 168   | 144   | 344   | 122   | 1575     | 18.      |
| Jock Sturrock Bevan Worcester Doug Buxton | Sárkányhajó | 331   | 185   | 632   | 331   | 252   | 185   | 185   | 1916     | 12.      |

DNF - nem ért célba

## Vívás
Férfi
| Versenyző                                           | Versenyszám       | 1. forduló | 1. forduló | 2. forduló | 2. forduló | Elődöntő            | Elődöntő | Döntő               | Döntő   |
| Versenyző                                           | Versenyszám       | Ellenfelek Eredmény | Hely.      | Ellenfelek Eredmény | Hely.      | Ellenfelek Eredmény | Hely.    | Ellenfelek Eredmény | Hely.   |
| --------------------------------------------------- | ----------------- | --- | ---------- | --- | ---------- | ------------------- | -------- | ------------------- | ------- |
| John Fethers                                        | Tőr, egyéni       | Leif Klette (NOR) · Nils Rydström (SWE) · Luke Wendon (GBR) · Julius Eisenecker (GER) · Patrick Duffy (IRL) · Ernst Rau (SAA) · Giovanni Bertorelli (VEN) · 5-2 (20)          | 1.**       | Jéhan de Buhan (FRA) · Maszlay Lajos (HUN) · Nate Lubell (USA) · Rolf Magnusson (SWE) · Vasile Chelaru (ROU) · 2-3 (21)                                                                               | 6.         | kiesett             | kiesett  | kiesett             | kiesett |
| John Fethers                                        | Párbajtőr, egyéni | Nicolae Marinescu (ROU) · Egill Knutzen (NOR) · Carlos Dias (POR) · Paul Makler (USA) · René Paul (GBR) · Antonio Chocano (GUA) · Roland Asselin (CAN) · 3-4 (17)             | 4.         | Erkki Kerttula (FIN) · Per Carleson (SWE) · Sákovics József (HUN) · Oswald Zappelli (SUI) · Raimondo Carnera (DEN) · Egill Knutzen (NOR) · Jean-Fernand Leischen (LUX) · Tom Kearney (IRL) · 4-4 (17) | 5.         | kiesett             | kiesett  | kiesett             | kiesett |
| John Fethers                                        | Kard, egyéni      | François Heywaert (BEL) · Ivan Manayenko (URS) · Jerzy Pawłowski (POL) · Raimondo Carnera (DEN) · Ernst Rau (SAA) · Rafael Cámara (MEX) · Gustavo Gutiérrez (VEN) · 2-6 (28)  | 6.         | kiesett | kiesett    | kiesett             | kiesett  | kiesett             | kiesett |
| Jock Gibson                                         | Tőr, egyéni       | Bo Eriksson (SWE) · Nicolae Marinescu (ROU) · Norman Casmir (GER) · Sergio Iesi (URU) · Harry Thuillier (IRL) · 1-4 (22)                                                      | 6.         | kiesett | kiesett    | kiesett             | kiesett  | kiesett             | kiesett |
| Jock Gibson                                         | Kard, egyéni      | Wojciech Zabłocki (POL) · William Beatley (GBR) · Willy Fascher (GER) · Werner Plattner (AUT) · Estevão Molnar (BRA) · Karl Bach (SAA) · João Pessanha (POR) · 2-5 (33)       | 7.         | kiesett | kiesett    | kiesett             | kiesett  | kiesett             | kiesett |
| Ivan Lund                                           | Tőr, egyéni       | Rolf Magnusson (SWE) · German Bokun (URS) · Félix Galimi (ARG) · Raymond Paul (GBR) · Juan Kavanagh (VEN) · Roland Asselin (CAN) · 3-3 (23)                                   | 5.         | kiesett | kiesett    | kiesett             | kiesett  | kiesett             | kiesett |
| Ivan Lund                                           | Párbajtőr, egyéni | René Dybker (DEN) · Johan von Koss (NOR) · Ghislain Delaunois (BEL) · Armand Mouyal (FRA) · Enrique Rettberg (ARG) · Abelardo Menéndez (CUB) · Juozas Ūdras (URS) · 5-2 (14)  | 1.*        | Fathallah Abdel Rahman (EGY) · Carlo Pavesi (ITA) · Léon Buck (LUX) · René Dybker (DEN) · Paul Barth (SUI) · Johan von Koss (NOR) · Andrzej Przeździecki (POL) · Carlos Dias (POR) · 1-6 (19)         | 8.         | kiesett             | kiesett  | kiesett             | kiesett |
| Ivan Lund                                           | Kard, egyéni      | Hubert Loisel (AUT) · Leszek Suski (POL) · Edgardo Pomini (ARG) · Ion Santo (ROU) · Ivan Ruben (DEN) · Umberto Menegalli (SUI) · Olaf Sandner (VEN) · 2-5 (33)                | 8.         | kiesett | kiesett    | kiesett             | kiesett  | kiesett             | kiesett |
| Charles Stanmore                                    | Párbajtőr, egyéni | Mogens Lüchow (DEN) · Jean-Baptiste Maquet (BEL) · Ed Vebell (USA) · Andrzej Przeździecki (POL) · Edward Brooke (CAN) · Santiago Massini (ARG) · Zoltan Uray (ROU) · 1-6 (19) | 8.         | kiesett | kiesett    | kiesett             | kiesett  | kiesett             | kiesett |
| Charles Stanmore John Fethers Jock Gibson Ivan Lund | Tőr, csapat       | Svédország (SWE) · 3-13 · Franciaország (FRA) · 0-9 | 3.         | kiesett | kiesett    | kiesett             | kiesett  | kiesett             | kiesett |
| Jock Gibson Charles Stanmore John Fethers Ivan Lund | Párbajtőr, csapat | Finnország (FIN) · 4-11 · Luxemburg (LUX) · 3-8 | 3.         | kiesett | kiesett    | kiesett             | kiesett  | kiesett             | kiesett |
| Charles Stanmore Jock Gibson John Fethers Ivan Lund | Kard, csapat      | Dánia (DEN) · 4-12 · Egyiptom (EGY) · 1-9 | 3.         | kiesett | kiesett    | kiesett             | kiesett  | kiesett             | kiesett |

Női
| Versenyző        | Versenyszám | 1. forduló | 1. forduló | 2. forduló          | 2. forduló | Elődöntő            | Elődöntő | Döntő               | Döntő   |
| Versenyző        | Versenyszám | Ellenfelek Eredmény | Hely.      | Ellenfelek Eredmény | Hely.      | Ellenfelek Eredmény | Hely.    | Ellenfelek Eredmény | Hely.   |
| ---------------- | ----------- | --- | ---------- | ------------------- | ---------- | ------------------- | -------- | ------------------- | ------- |
| Patricia Norford | Tőr, egyéni | Grete Kunz (AUT) · Anna Ponomaryova (URS) · Nyári Magda (HUN) · Maxine Mitchell (USA) · Ulla Barding-Poulsen (DEN) · 0-5 (20)                                  | 6.         | kiesett             | kiesett    | kiesett             | kiesett  | kiesett             | kiesett |
| Catherine Pym    | Tőr, egyéni | Jan York-Romary (USA) · Lylian Malherbaud-Lecomte-Guyonneau (FRA) · Ellen Müller-Preis (AUT) · Appolinariya Plekhanova (URS) · Taimi Mattsson (FIN) · 1-4 (16) | 5.         | kiesett             | kiesett    | kiesett             | kiesett  | kiesett             | kiesett |

* - egy másik versenyzővel azonos eredményt ért el

** - három másik versenyzővel azonos eredményt ért el

## Vízilabda
- Douglas Laing
- Raymond Smee
- John Foster
- Peter Bennett
- Frank Jordan
- Malcolm Hastie
- Bill Orchard

### Eredmények
1. forduló
| 1952. július 25. | Jugoszlávia (YUG) | 10 – 2 | Ausztrália |  |
| 1952. július 25. | (4 – 1)           |        |            |  |
| 1952. július 25. |                   |        |            |  |

2. forduló
| 1952. július 26. | Ausztria (AUT) | 6 – 0 | Ausztrália |  |
| 1952. július 26. | (4 – 0)        |       |            |  |
| 1952. július 26. |                |       |            |  |

| Csapat     | Helyezés |
| ---------- | -------- |
| Ausztrália | 17.      |